# Cahya chapadensis
Cahya chapadensis är en insektsart som beskrevs av Baker 1923. Cahya chapadensis ingår i släktet Cahya och familjen dvärgstritar. Inga underarter finns listade i Catalogue of Life.